# Noworossijski morskoi torgowy port
Noworossijski morskoi torgowy port (NMTP) (russisch Новороссийский морской торговый порт, englisch Novorossiysk Commercial Sea Port, NCSP) ist ein russisches Unternehmen mit Sitz in Noworossijsk.
Das Unternehmen ist ein Hafenbetreiber in Noworossijsk am Schwarzen Meer, in Primorsk an der Ostsee und in Baltijsk  bei Kaliningrad. Der Hafen von Noworossijsk ist dem Warenumsatz nach der größte Seehafen Russlands. 28 % des russischen Seefrachtvolumens werden von NCSP abgewickelt. Das Unternehmen ist an der Börse in Moskau im RTS-Index gelistet und wurde 1957 gegründet.